# سانجا ماتسوري

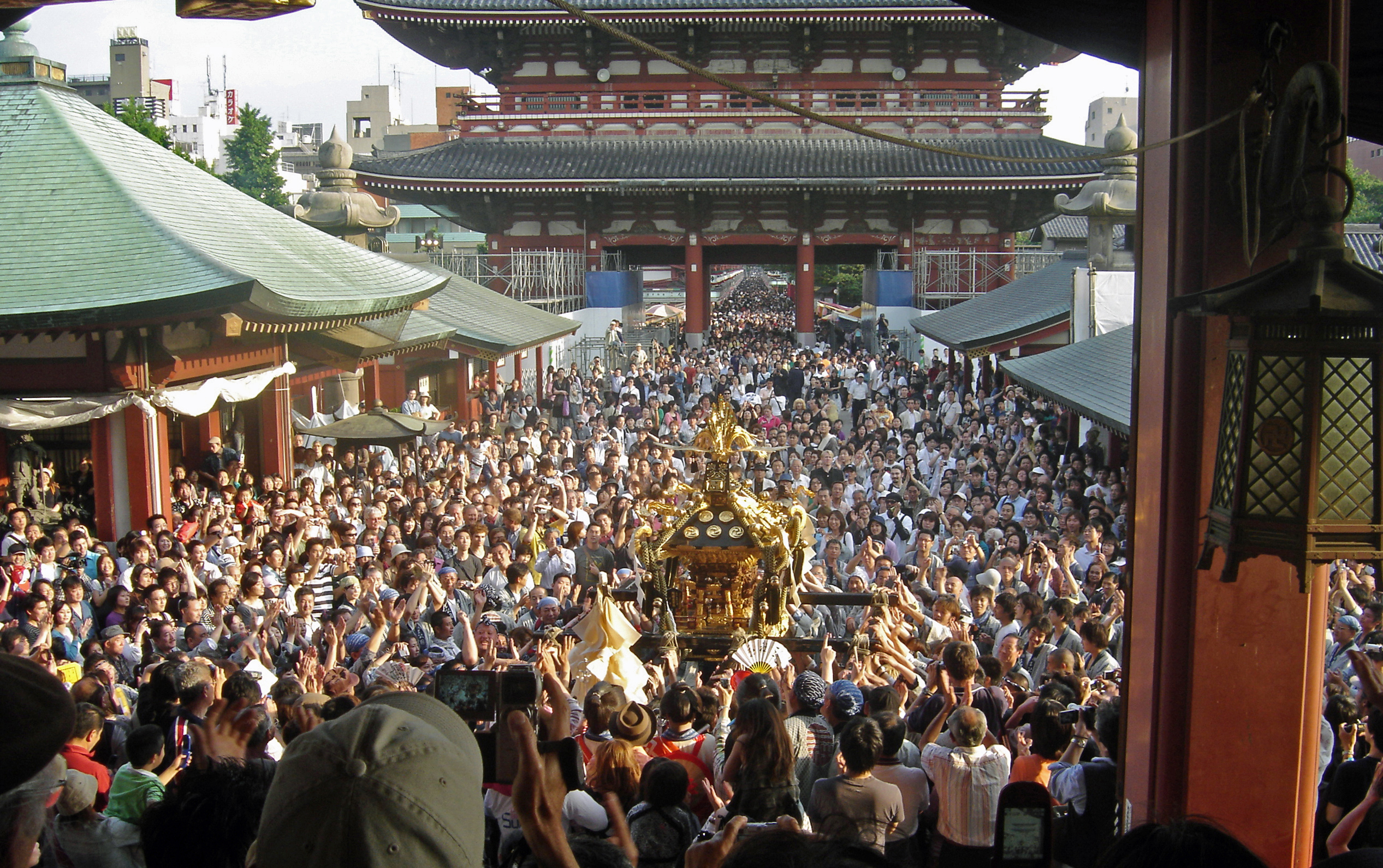
منظر لمهرجان سانجا.

سانجا ماتسوري (باليابانية: 三社祭 سانجا ماتسوري) وتعني حرفياً «مهرجان الأضرحة الثلاثة» أو مهرجان سانجا وهو أحد ثلاثة أكبر مهرجانات شنتو في طوكيو بالإضافة إلى كاندا ماتسوري، وسانو ماتسوري. يعقد سانجا ماتسوري في ثالث أسبوع من شهر مايو من كل عام في ضريح أساكوسا في أساكوسا، طوكيو.

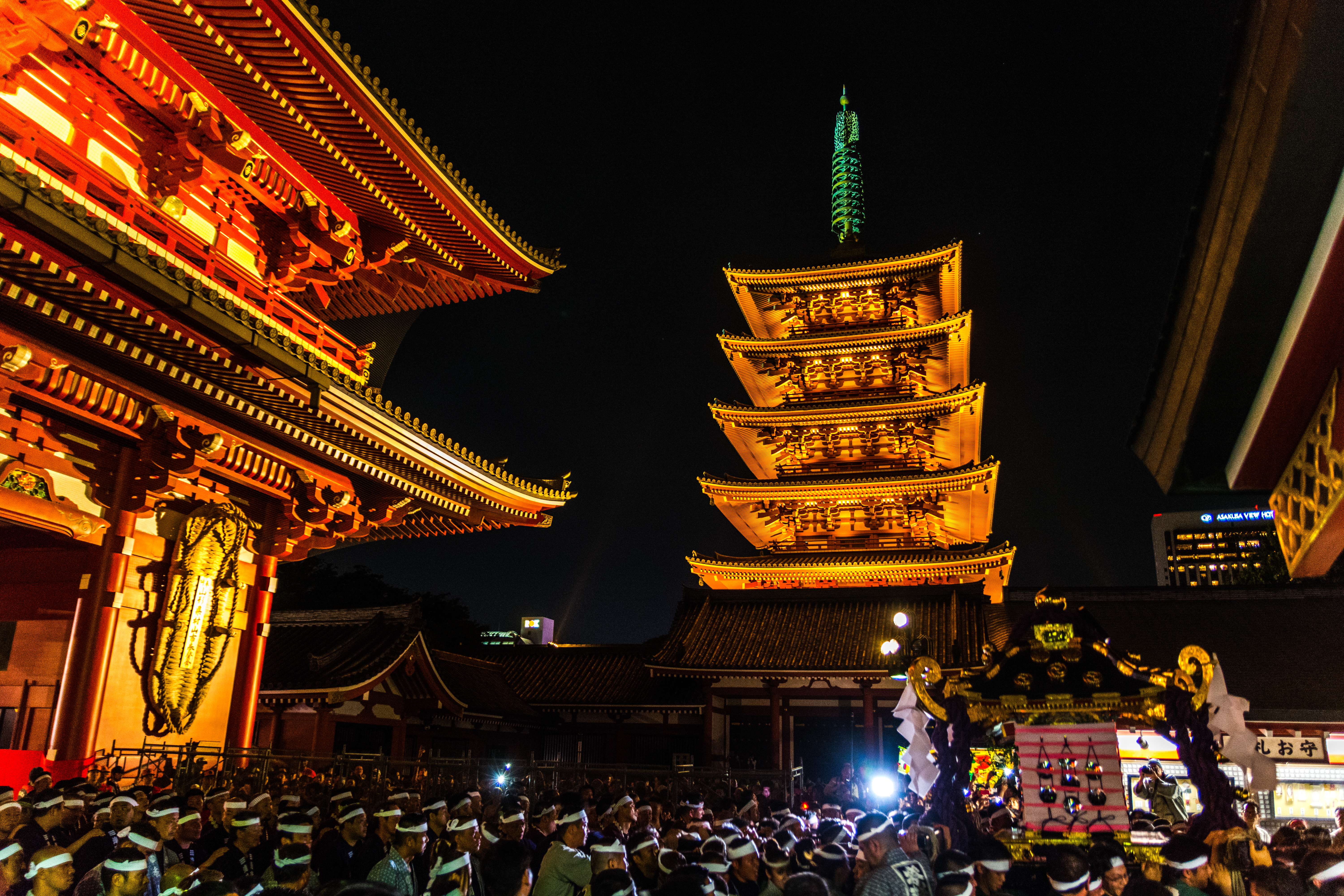
منظر لسانجا ماتسوري
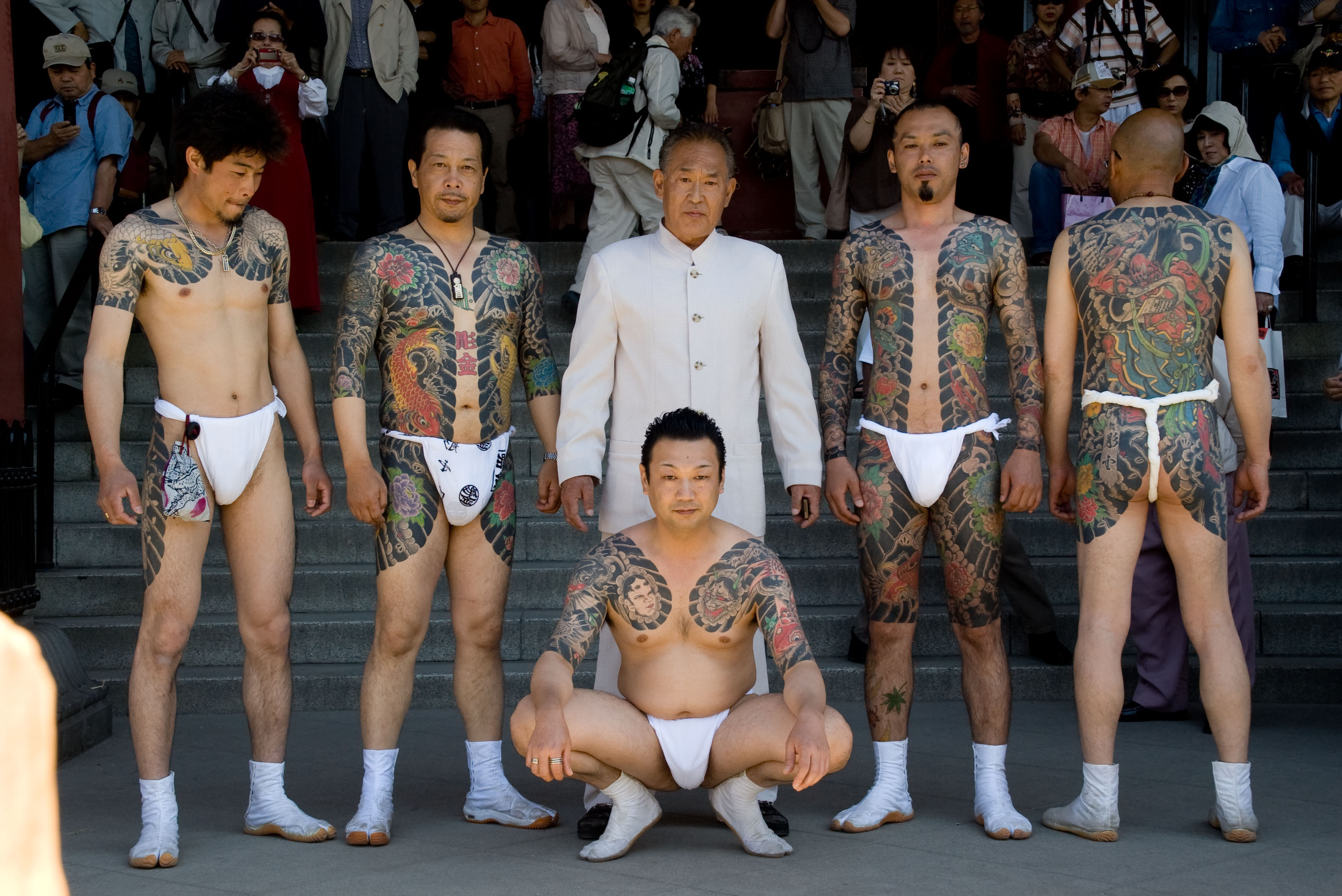
ياكوزا في سانجا ماتسوري
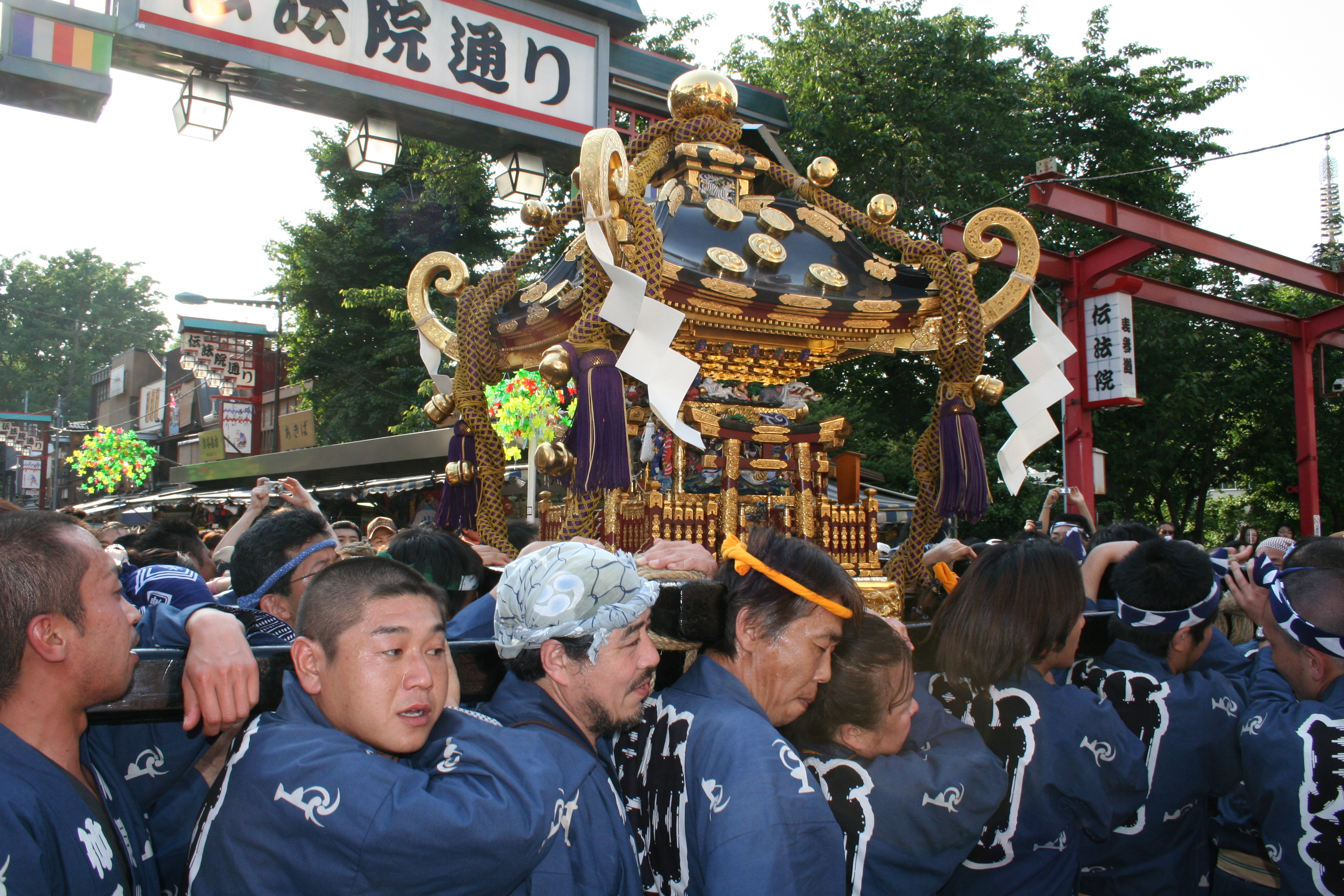
ميكوشي في سانجا ماتسوري
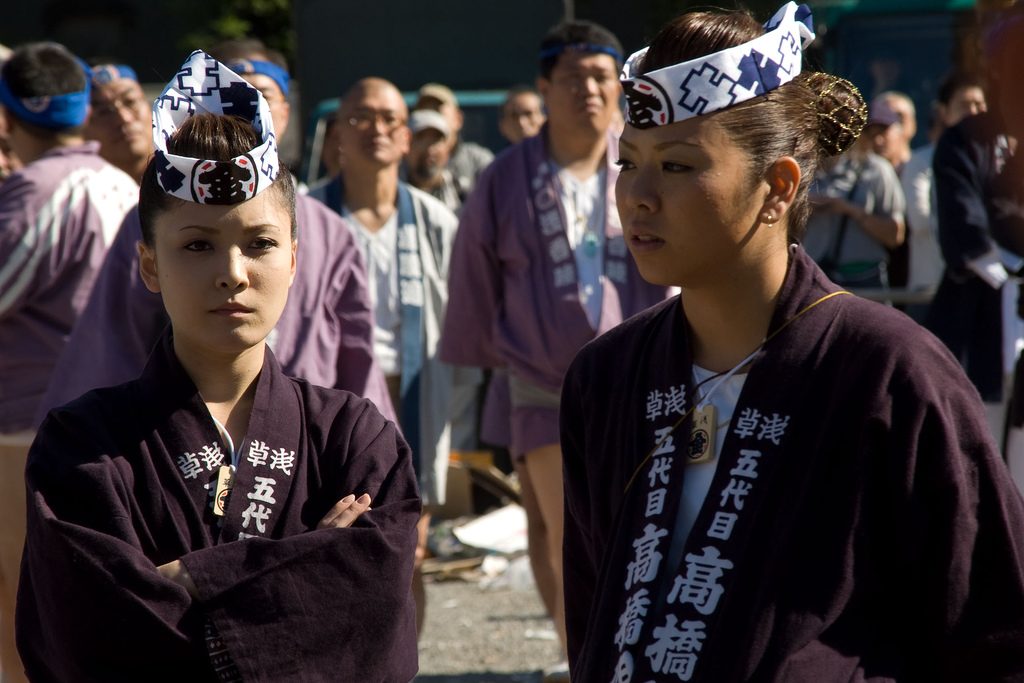
ماروكين في سانجا ماتسوري
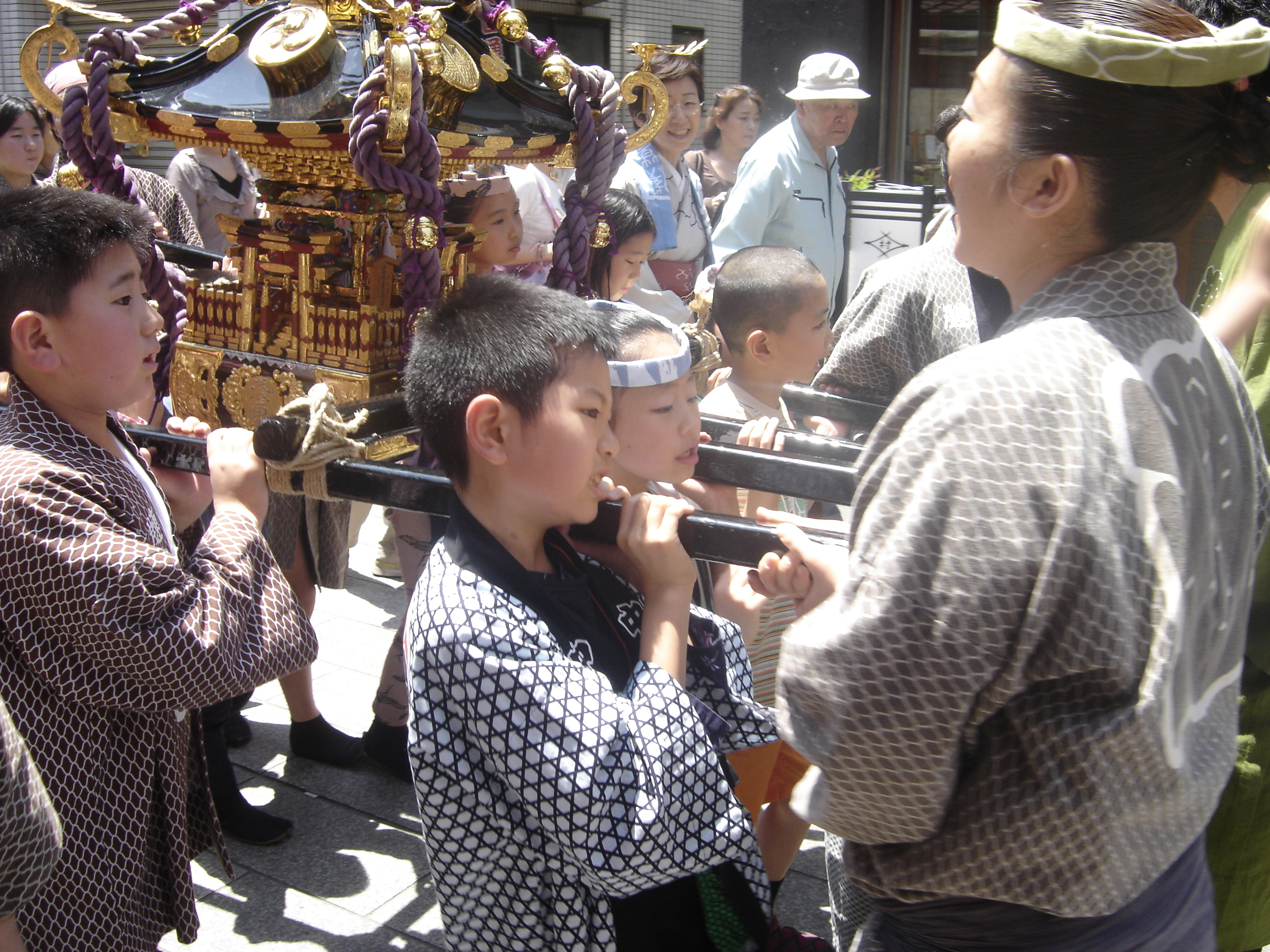
أطفال يحملون ميكوشي في سانجا ماتسوري
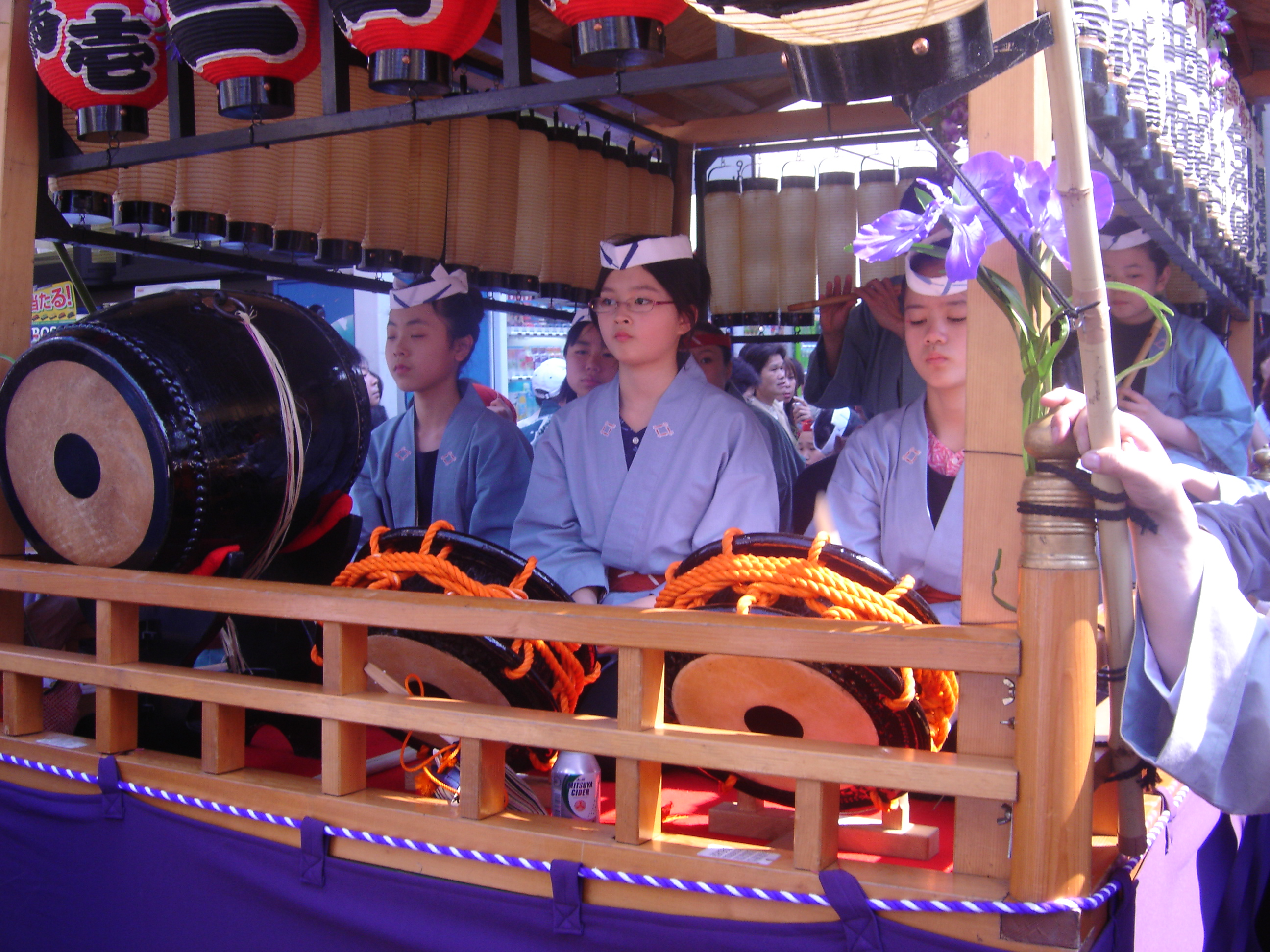
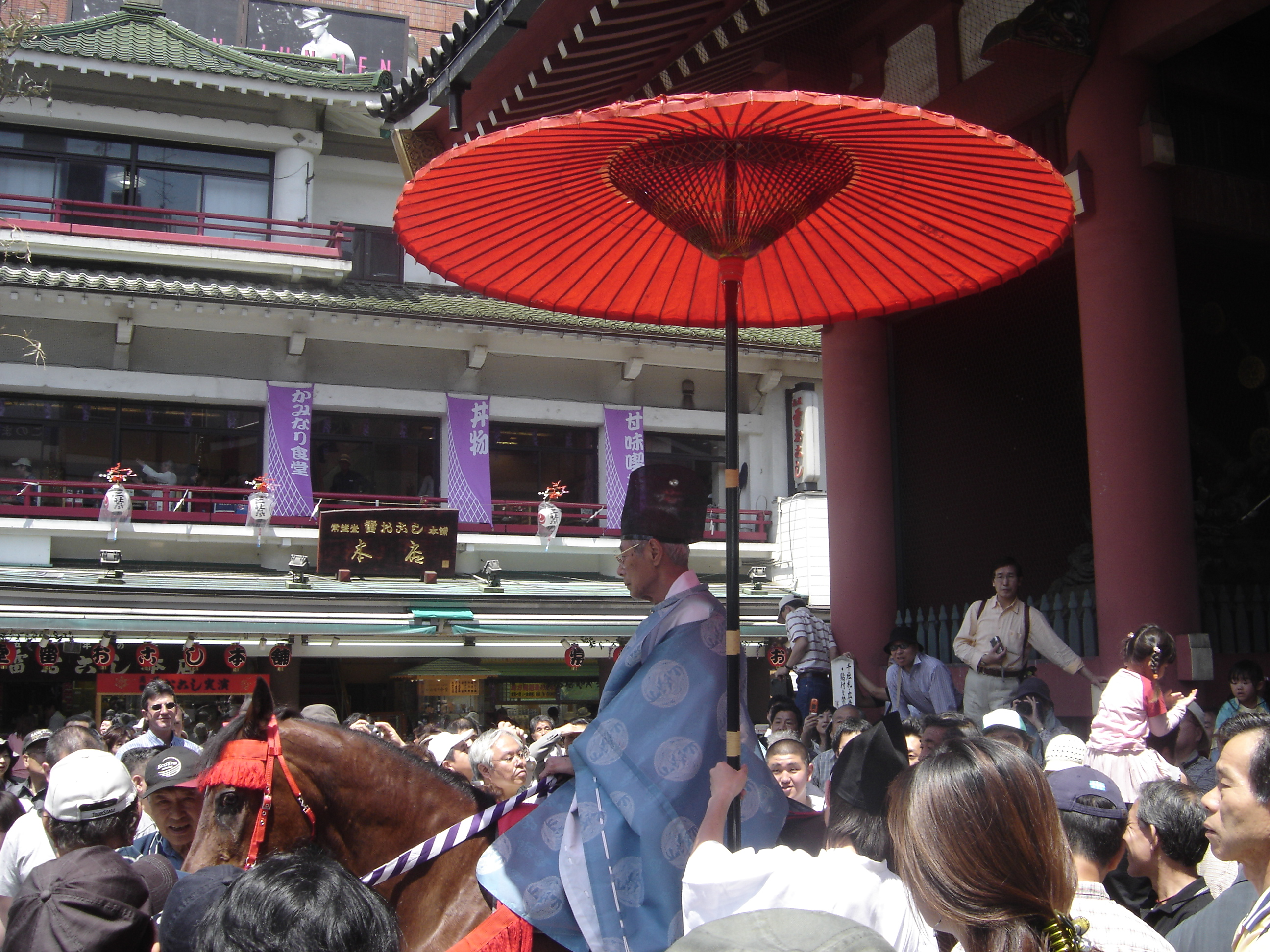
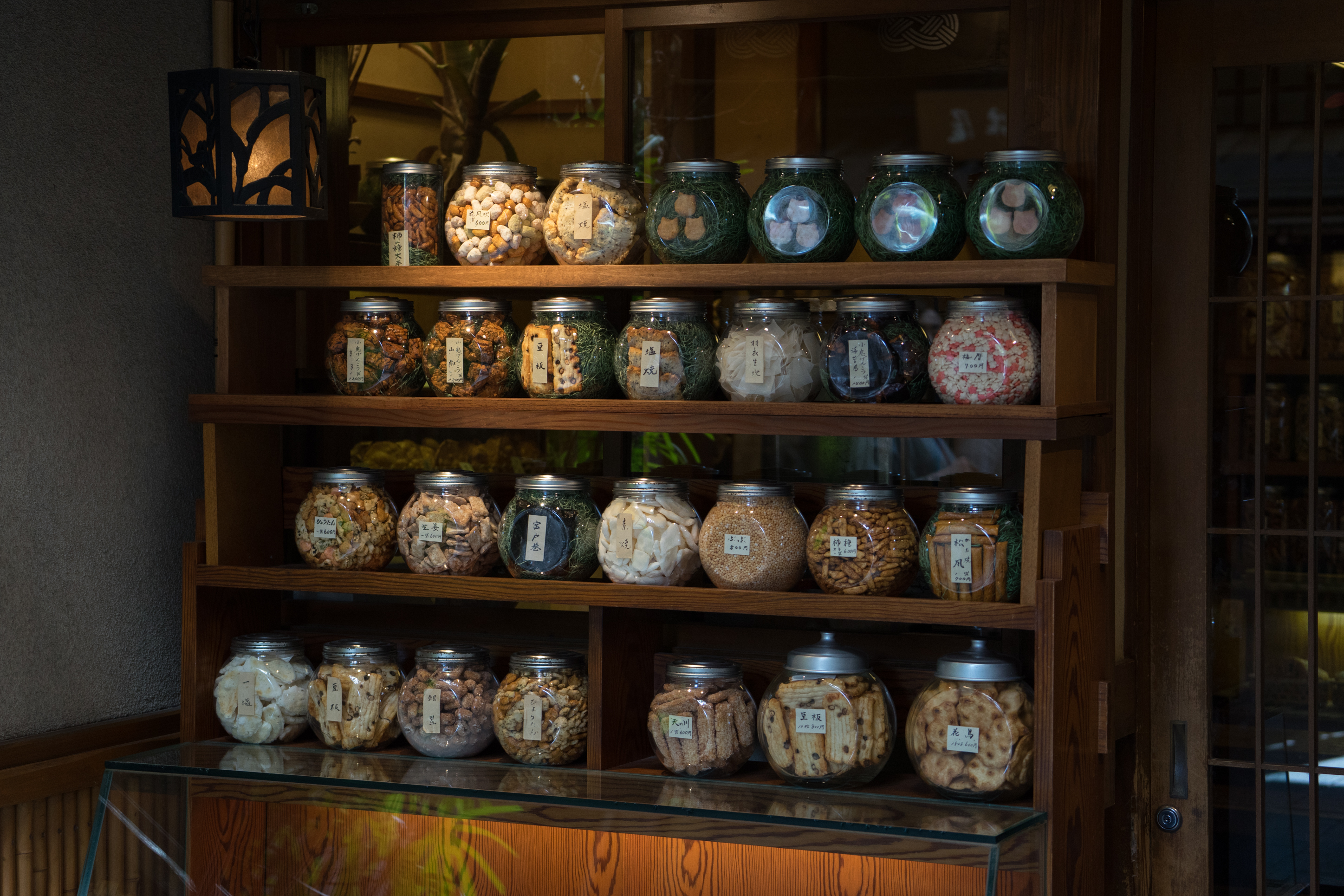